# Erina toza
Erina toza är en fjärilsart som beskrevs av Kerr 1967. Erina toza ingår i släktet Erina och familjen juvelvingar. Inga underarter finns listade i Catalogue of Life.